# Born Again Savage
Born Again Savage è il quinto album in studio di Little Steven, pubblicato nel 1999.

## Il disco
Il disco viene pubblicato dopo dieci anni di silenzio, dato che il precedente lavoro, Revolution, risale al 1989. Durante un'intervista, il musicista statunitense ha rivelato che le canzoni di questo album furono scritte proprio in quell'anno, e registrate l'anno successivo, nel 1990, per poi essere lasciate in un cassetto, fino al 1997.
L'album vede la partecipazione di due importanti e famosi musicisti, come Adam Clayton degli U2 e Jason Bonham, figlio del compianto batterista dei Led Zeppelin, John Bonham.

## Tracce
1. Born Again Savage
2. Camouflage of Righteousness
3. Guns, Drugs, And Gasoline
4. Face of God
5. Saint Francis
6. Salvation
7. Organize
8. Flesheater
9. Lust for Enlightenment
10. Tongues of Angels

## Formazione
- "Little Steven" Van Zandt - voce, chitarra
- Adam Clayton - basso
- Jason Bonham - batteria
- Steve Jordan - cori
- Jean Beauvoir - cori
- Ben Newberry - cori
- Frank Newberry - cori